# Cynthia Daniel
Cynthia Lynn Daniel (nombre de casada) Cynthia Hauser, Gainesville, Florida, 17 de marzo de 1976) es una fotógrafa y ex actriz estadounidense. Es la hermana gemela de la actriz Brittany Daniel. Es conocida por su papel como Elizabeth Wakefield en el drama adolescente de la década de 1990 Sweet Valley High.

## Biografía
Nació en Gainesville, Florida, es cinco minutos menor que su hermana gemela Brittany. Tienen un hermano mayor, Brad. Sus padres son Carol y Charlton B. Daniel, Jr. (que murió de cáncer en 2008). Cynthia fue nombrada Homecoming Queen (reina de bienvenida) de su escuela secundaria.
A la edad de 11 años, comenzaron a modelar y fueron firmadas a la Agencia Ford, apareciendo en YM y Sassy. También aparecieron en anuncios de chicle Doublemint como Twinmint Twins.

## Carrera
Ambas hicieron su debut en 1987, en un episodio de The New Leave It to Beaver. En 1994, interpretó a Elizabeth Wakefield en la serie de televisión Sweet Valley High, basada en la serie de libros de Francine Pascal (su hermana Brittany interpretó a la gemela de Elizabeth, Jessica Wakefield). Al año siguiente, debutaron en el cine en la película The Basketball Diaries.
Después de que Sweet Valley High fuera cancelada en 1997, decidió retirarse de la actuación y convertirse en fotógrafa. Desde entonces, solo hizo una aparición en actuación, en un episodio de That 80s Show, que también protagonizó su hermana gemela.

## Vida personal
Está casada con el actor Cole Hauser, y tiene 3 hijos, Ryland y Colt, y Steely Rose.

## Filmografía
| Año       | Título                     | Personaje                 | Notas                                                |
| --------- | -------------------------- | ------------------------- | ---------------------------------------------------- |
| 1989      | The New Leave It to Beaver | Zorigna #2                | Episodio: "las consecuciones más Grandes del hombre" |
| 1994–1997 | Sweet Valley High          | Elizabeth 'Liz' Wakefield | 88 episodios                                         |
| 1995      | The Basketball Diaries     | Winkie                    |                                                      |
| 2002      | That '80s Show             | Bianca                    | Episodio: "Sophia está Deprimida"                    |

## Premios
| Año  | Premio               | Resultado | Categoría                                                  | Serie                                              |
| ---- | -------------------- | --------- | ---------------------------------------------------------- | -------------------------------------------------- |
| 1995 | Premios Young Artist | Ganadora  | Mejor actriz juvenil en una serie de comedia de televisión | Sweet Valley High (Compartido con Brittany Daniel) |